# جيسوس هيرنانديز
جيسوس هيرنانديز (بالإنجليزية: Jesus Hernandez)‏ هو مهندس أمريكي، ولد في 1981 في فريسنو في الولايات المتحدة.

## وصلات خارجية
- الموقع الرسمي
- جيسوس هيرنانديز على موقع Racing-Reference.info (الإنجليزية)